# Lazarus (software)
Lazarus is een multiplatform software-ontwikkelomgeving ontwikkeld door vrijwilligers. Het maakt gebruik van de Free Pascal-compiler, en als zodanig is de programmeertaal Object Pascal (door Borland/Embarcadero wordt deze ontwikkelomgeving Delphi genoemd, dit is een geregistreerd handelsmerk). Lazarus is beschikbaar voor Windows, macOS en Linux.
Lazarus is een opensourceproject, geïnspireerd door het RAD-programma Delphi van Borland.

## Compatibiliteit
Een programma geschreven in Lazarus kan, in principe, zonder veranderingen op diverse platforms gecompileerd worden naar een uitvoerbaar bestand. Tevens kan veel Delphi-code zonder veel veranderingen door Lazarus ingelezen worden.
Nu de toekomst van het project 'Delphi' van het Amerikaanse bedrijf Borland enigszins onduidelijk is (Borland heeft Delphi eerst ondergebracht in een aparte onderneming Codegear en inmiddels verkocht aan Embarcadero), kan Lazarus in principe uitgroeien tot een waardige opensourcekandidaat voor ontwikkelen met Object Pascal. Dit hangt af van de inzet van gebruikers en ontwikkelaars.